# 薩帕托角
64°36′S 61°58′W / 64.600°S 61.967°W
薩帕托角是南極洲的海岬，位於葛拉漢地的丹科海岸，處於卡尼翁角西南面4.8公里，由比利時探險隊繪入地圖，現時由南極條約體系管理。